# Биба (город)
Биба (араб. ببا‎) — город в центральной части Египта, расположенный на территории мухафазы Бени-Суэйф.

## Географическое положение
Город находится в юго-восточной части мухафазы, на левом берегу Нила, на расстоянии приблизительно 17 километров к юго-западу от Бени-Суэйфа, административного центра провинции. Абсолютная высота — 4 метра над уровнем моря.

## Демография
По данным переписи 2006 года численность населения Бибы составляла 57 716 человек.
Динамика численности населения города по годам:
| 1986   | 1996   | 2006   |
| ------ | ------ | ------ |
| 40 668 | 49 516 | 57 716 |